# 皮夫尼奇納-兹德魯伊
皮夫尼奇納-兹德魯伊（Piwniczna-Zdrój）是波蘭小波兰省的一個城鎮，鄰近斯洛伐克邊界。2012年，有人口10,315人。
49°26′N 20°43′E / 49.433°N 20.717°E